# Lou Myers
Lou Leabengula Myers (Chesapeake, West Virginia, 26 september 1935 – Charleston, West Virginia, 19 februari 2013) was een Amerikaans acteur.
Myers speelde meestal een (zielig) oud mannetje of pastoor, maar dat leverde hem genoeg werk op. Hij was ook een verdienstelijk pianist.
Hij deed mee in vele sitcoms, toneelstukken en speelfilms. Lou Myers is het meest bekend door zijn rol als Mr. Vernon Gaines in the sitcom A Different World.
In de volgende films is hij ook te zien: Tin Cup, Volcano, Bulworth, Missing Pieces, How Stella Got Her Groove Back, The Passion of Darkly Noon, Everything's Jake (2000), The Wedding Planner en The Fighting Temptations.
Myers won de NAACP Image Award voor zijn aandeel in het toneelstuk King Hedley II. Voor zijn rol in Fat Tuesday won hij de Off-Broadway Audelco Award.
Lou Myers overleed in het ziekenhuis van Charleston.